# Grohote (ruralna kulturno-povijesna cjelina)
Ruralna kulturno-povijesna cjelina Grohote, ruralna cjelina dijela mjesta Grohota, otok Šolta.

## Povijest
Šoltansko naselje Grohote smješteno je u unutrašnjosti otoka na sjeveroistočnom rubu Sridnjeg polja uz cestu koja spaja Gornje Selo na istoku i Maslinicu na zapadu otoka. Prema sjeveroistoku povezano je s lukom Rogač. Izraziti i dobro sačuvani dvorovi kao spomenici pučkog graditeljstva, te nalazi arhitekture iz različitih povijesnih perioda, daju naselju Grohote istaknutu arheološku, povijesnu i umjetničku vrijednost.

## Zaštita
Pod oznakom Z-5862 zavedena je kao nepokretno kulturno dobro - kulturno-povijesna cjelina, pravna statusa zaštićena kulturnog dobra, klasificirano kao "kulturno-povijesna cjelina".